# 西城秀樹ロックの世界
『西城秀樹ロックの世界』（さいじょうひでき-せかい）は、西城秀樹の2枚目のカバー・アルバム。1974年10月10日にRCAから発売された。

## 内容
- 西城秀樹がコンサートなどでカバーして唄っている、ロック系のポピュラー音楽の各楽曲をスタジオ収録した（第2弾の）アルバムである。
- 「SIDE A」には、『秀樹!エキサイティング・ポップス』にも収録されていた楽曲が、そのまま収録されている。

## 収録曲
SIDE A
1. 孤独の太陽（IN MY ROOM）J.Prieto,L.Pockriss,P.Vance、一の宮はじめ訳詞、馬飼野康二編曲
2. ヘルプ（HELP）
3. シー・ラヴズ・ユー（SHE LOVES YOU）
4. デイ・ドリーム（DAY DREAM BELIEVER）
5. ダンス天国（LAND OF A THOUSAND DANCES）
6. 朝日のあたる家（THE HOUSE OF THE RISING SUN）
7. ハウンド・ドッグ（HOUND DOG）Leiber/Stoller
8. ビーバップ・ア・ルーラ（BE-BOP-A-LULA）

SIDE B
1. グッド・ゴーリー・ミス・モーリー（GOOD GOLLY MISS MOLLY）J.S.Marascalco/R.Blackwell
2. ジョニー・ビー・グッド（JONNY B, GOODE）C.Berry
3. ブルー・スエード・シューズ（BLUE SUEDE SHOES）C.Perkins
4. ヘイ・ジュテーム(Mon Cinema) S.Adamo,安井かずみ訳詞
5. クレイジー・ラブ（英語版）（CRAZY LOVE）P.Anka
6. サティスファクション（SATISFACTION）M.Jagger/K.Richard
7. とどかぬ愛（QUE JE T'AIME）J.Renard、G.Thibaut、千家和也訳詞、渡辺茂樹編曲